# Blossfeldia liliputiana
Blossfeldia liliputana é uma espécie de cacto nativa da América do Sul, no noroeste da Argentina, e sul da Bolívia. Vegeta entre 1.200 - 3.500 m de altitude nos Andes, normalmente crescendo sobre fendas de rochas frequentemente próxima a quedas d'água.
É a menor espécie de cactos do mundo, quando adulta medindo cerca de onze milímetros de diâmetro. Suas flores são róseas e medem de 6 a 15 mililímetros de comprimento por cerca de 6 milímetros de diâmetro.
Seu nome é uma referência ao país fictício de Lilliput, de As viagens de Gulliver, onde todos os habitantes são minúsculos. A ortografia é comumente referida como liliputana, mas de acordo com as regras do Código Internacional de Nomenclatura Botânica isto é um erro a ser corrigido. Até agora seu nome não foi oficialmente alterado para lilliputana por qualquer publicação.